# ミールザー・ギヤース・ベグ
ミールザー・ギヤース・ベグ（ペルシア語: مرزا غياث بيگ, Mirza Ghiyas Beg, 生年不詳 - 1622年1月）は、北インド、ムガル帝国の政治家・宰相。イティマード・ウッダウラ（ペルシア語: اعتماد الدوله, I'timād-ud-Daulah)の称号でも知られる。

## 生涯

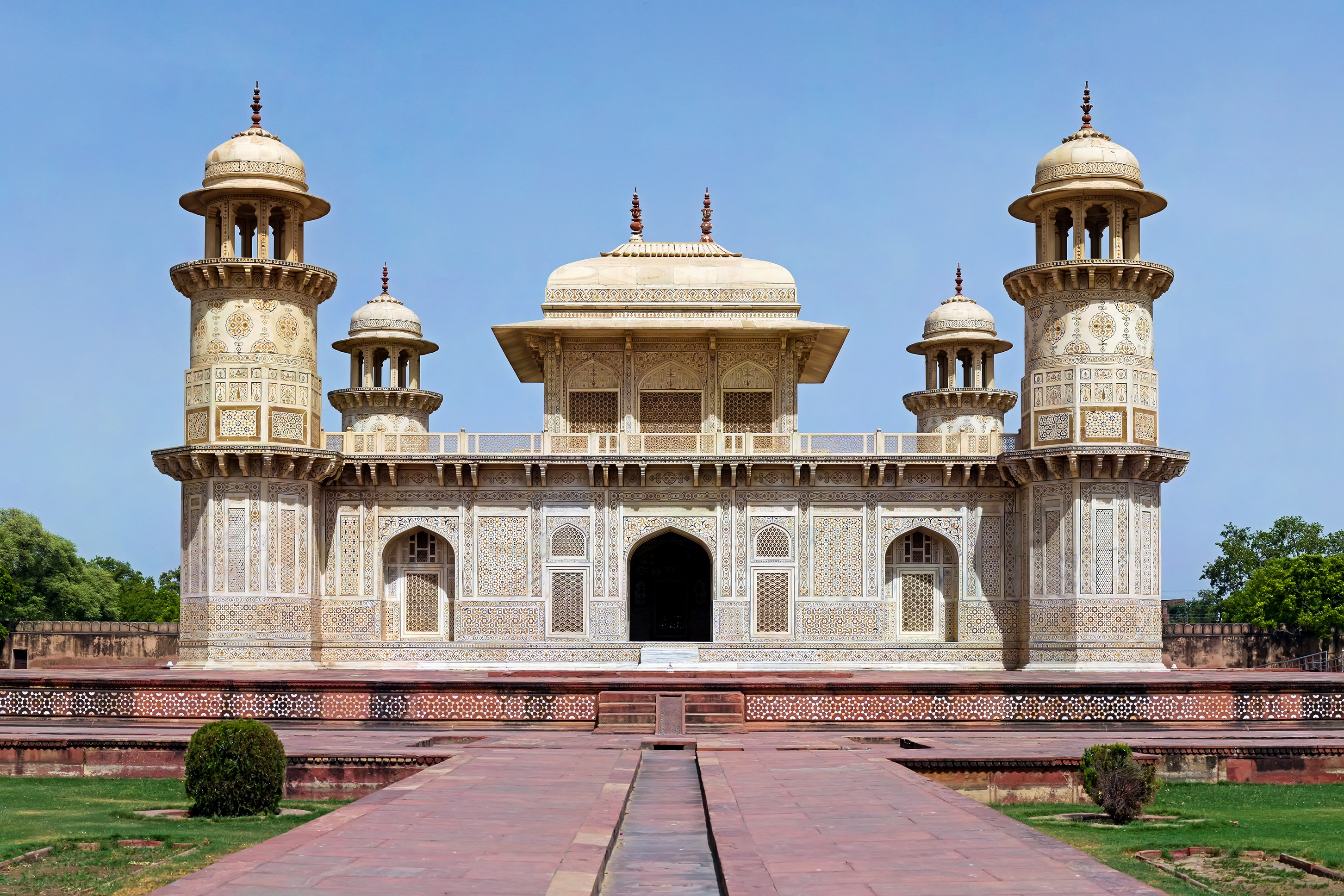
イティマード・ウッダウラ廟

ミールザー・ギヤース・ベグはもともとサファヴィー朝に遠い縁戚であった。だが、同朝に仕えていた間に落ちぶれたため、1577年に家族とともにインドのムガル帝国へと移住した。
その後、ミールザー・ギヤース・ベグは帝国の皇帝アクバルに仕え、その執事にとりたてられ、いくつかの公職にあった。というのも、彼は大変教養のある知識人で、能筆家としても優れていたからである。
アクバルの死後、ミールザー・ギヤース・ベグはその息子ジャハーンギールにも重用され、「イティマード・ウッダウラ」（国家の柱）の称号を与えて帝国の宰相に任命した。なお、1611年に娘のヌール・ジャハーンはジャハーンギールの妃に、1612年には孫のムムターズ・マハルはジャハーンギールの皇子フッラム（のちのシャー・ジャハーン）と結婚し、帝室と姻戚関係を結ぶことさえ成功した。
1610年頃から、ジャハーンギールは病気の発作を起こすようになり、帝国の国政は宰相ミールザー・ギヤース・ベグ、娘のヌール・ジャハーンや息子アーサフ・ハーンに握られていた。この三人にジャハーンギールの後継者ともいえる皇子フッラムが加わり、事実上の四頭政治が始まった。
1622年1月、ミールザー・ギヤース・ベグはアーグラで死亡した。娘のヌール・ジャハーンはその死を悼んで、同年から1628年にかけてイティマード・ウッダウラ廟を建設した。